# Seichebrières
Seichebrières – miejscowość i gmina we Francji, w Regionie Centralnym, w departamencie Loiret.
Według danych na rok 1990 gminę zamieszkiwało 131 osób, a gęstość zaludnienia wynosiła 9 osób/km² (wśród 1842 gmin Centre, Seichebrières plasuje się na 1006. miejscu pod względem liczby ludności, natomiast pod względem powierzchni na miejscu 901.).